# Stonewall, Mississippi
Stonewall är en kommun (town) i Clarke County i Mississippi. Orten har fått sitt namn efter militären Stonewall Jackson. Vid 2010 års folkräkning hade Stonewall 1 088 invånare.